# アムルタート
アムルタート (Amərətāt) とは、ゾロアスター教において崇拝される善神アムシャ・スプンタの一柱。 
その名はアヴェスター語で「不滅」を意味する。
パフラヴィー語ではアムルダード (Amurdād)、現代ペルシア語でモルダード (Mordād) と呼ばれる。アルメニアではこの名前を借用し、マロウト花として民間祭儀に使用した。イスラム教ではマールートという天使の伝承に変化した。
女神と考えられ、同じく女神のハルワタートと密接不可分とされる。また、食物を司るとされ、悪神ザリチュ（渇き）の敵対者である。
スプンタ・マンユが創造した世界の七つの要素のうちの植物の守護神とされる。